# گما سیمون
گما سیمون (انگلیسی: Gema Simon؛ زادهٔ ۱۹ ژوئیهٔ ۱۹۹۰) بازیکن فوتبال اهل استرالیا است.
وی همچنین در تیم‌های ملی فوتبال Australia women's national under-20 soccer team و زنان استرالیا بازی کرده‌است.